# Viatcheslav Malychev
Viatcheslav Aleksandrovitch Malychev (russe : Вячеслав Александрович Малышев) (Syktyvkar, 3 décembre 1902 - Moscou, 20 février 1957) est un homme politique communiste soviétique.
Il a été l'une des figures de proue de l'industrie soviétique pendant les années 1940 et 1950. Pendant la guerre, il a servi comme Commissaire du Peuple pour l'Industrie Lourde à partir de 1939 et Vice-Président du Conseil des Commissaires du Peuple à compter de 1940.
À partir de 1941, il a supervisé l'industrie soviétique de construction de chars d'assaut et plus tard, il a été responsable de la construction navale et l'industrie du transport. Il a été élu Vice-Président du Conseil des Ministres de l'Union Soviétique à deux reprises, de 1947 à 1953, puis de nouveau de 1954 à 1956. Il a également été nommé le premier chef du Ministère de l'Industrie Nucléaire, chargé de la supervision de l'ensemble de l'industrie nucléaire Soviétique.
Malychev a dirigé une commission spéciale chargée d'enquêter sur les causes de l'explosion qui a coulé le cuirassé Novorossisk qui était à l'ancre à Sébastopol, explosion qui fut le prétexte idéal pour relever de ses fonctions Nikolaï Kouznetsov (qui était opposé à l'idée d'une base sous-marine voulue par Nikita Khrouchtchev), alors commandant de la Marine soviétique et le remplacer par Sergueï Gorchkov, lequel était beaucoup plus docile envers le premier ministre.
Malychev a été largement favorisé par Joseph Staline. En 1953, il a  inspecté de façon prématurée le site d'un essai nucléaire et a été gravement atteint par les rayonnements ; malheureusement, il est mort par suite de cette exposition à la radioactivité en 1957.
Comme nombre d'éminents dirigeants communistes, Malychev est enterré dans le soubassement de la muraille du Kremlin sur la Place Rouge.